# Hr. Ms. Tromp
Hr. Ms. Tromp byl lehký křižník třídy Tromp sloužící v Nizozemském královském námořnictvu. Bývá klasifikován i jako vůdčí loď torpédoborců.
Stavět se začal 17. ledna 1936 v loděnici Nederlandsche Scheepsbouw Mij. v Amsterdamu, spuštěn na vodu byl 24. května 1937. Námořnictvo ho převzalo 18. srpna 1938. Loď byla pojmenována po významných nizozemských admirálech Maartenu Trompovi a Cornelisu Trompovi. Sesterskou lodí Trompu byl Hr. Ms. Jacob van Heemskerk.
Tromp měl na svůj výtlak poměrně silné pancéřování. To tvořilo s vahou 450 tun celkem 13 % jeho výtlaku. Trup byl rozdělen na 17 vodotěsných sekcí. Měl také protitorpédovou obšívku chránící 57 % délky trupu. Hlavní výzbroj byla soustředěna ve třech věžích, z nichž dvě byly na přídi. Během služby byla posilována jeho protiletadlová výzbroj a přidán radar.

## Služba
- Na počátku druhé světové války se Tromp nacházel v asijských vodách, kde především doprovázel konvoje.
- V únoru 1942 byl přičleněn společnému spojeneckému velitelství ABDA, které mělo (mimo jiné) za cíl bránit Nizozemskou východní Indii.
- 4. února se účastnil pokusu svazu ABDA o nalezení a napadení japonského konvoje, směřujícího k Balikpapanu. Svaz sestával z těžkého křižníku Houston, lehkých křižníků Tromp, De Ryuter, Marblehead a 7 torpédoborců. Leteckým útokem byly poškozeny křižníky Houston a Marblehead. Protože svazu chyběla stíhací ochrana, byla akce zrušena.
- 18. února 1942 byl těžce poškozen u Bali v bitvě v Badungském průlivu. Po této bitvě musel odplout do Austrálie na opravy.
- Do konce roku 1943 doprovázel konvoje v Tichém a Indickém oceánu.
- V únoru 1944 se v Trincomalé připojil k britskému východnímu loďstvu.
- V dubnu 1944 se zúčastnil útoku na Sabank, přičemž byl čtyřikrát zasažen pobřežní baterií.
- V květnu 1944 se zúčastnil útoku na Surabaju.
- V roce 1945 byl součástí úderného svazu (Task Force 60) při invazi do Rangúnu.
- V květnu 1945 byl převelen k americké 7. flotě, v jejímž stavu se na přelomu června a července 1945 podílel na vylodění u Balikpapanu.
- Po japonské kapitulaci odvezl z Jakarty část japonských zajatců.
- Od roku 1949 sloužil k jako cvičná loď.
- V roce 1955 byl vyřazen ze služby a v roce 1969 prodán do šrotu.

Během války byl japonským námořnictvem několikrát prohlášen za potopeného. Protože se však vždy opět objevil, dostal od Japonců přezdívku „loď duch“ (the ghost ship).